# Jarno Trulli
Jarno Trulli (pronunție în italiană [ˈjarno ˈtrulli]; n. 13 iulie 1974, Pescara, Italia) este un fost pilot italian de curse. A concurat regulat în Campionatul Mondial de Formula 1 din 1997 până în 2011, conducând pentru Minardi, Prost, Jordan, Renault, Toyota și Lotus. Cel mai bun rezultat al său în Campionatul Mondial al Piloților a fost clasarea pe locul șase la finalul sezonului 2004; acesta a fost și anul în care a obținut singura victorie din cariera sa în Formula 1 la Marele Premiu al Principatului Monaco.
De-a lungul carierei sale în Formula 1, Trulli a fost renumit pentru abilitățile sale în calificări, obținând în mod regulat poziții mult mai bune pe grilă decât rivalii cu mașini superioare ale lui. De asemenea, era cunoscut pentru stilul său de conducere defensiv, care i-a permis să rețină cu succes piloți mai rapizi, uneori pentru o întreagă cursă. Combinația aceasta avea ca rezultat adesea o linie de vehicule care se forma în spatele lui în timpul curselor, primind numele de „Trulli Train” (Trenul Trulli) de către comentatori, fani și jurnaliști.
Trulli urma să concureze în sezonul de Formula 1 din 2012, dar s-a retras înainte de începerea sezonului. În 2014–15 a concurat în sezonul inaugural al Campionatului FIA de Formula E, conducând pentru Trulli GP, o echipă pe care a fondat-o. Este tatăl pilotului de curse Enzo Trulli.

## Carieră

### Începutul carierei
Părinții săi, Enzo și Franca, l-au numit Jarno după fostul campion mondial finlandez de motociclism, Jarno Saarinen, mort în 1977 la Monza. Numele său a creat totuși confuzie când Jarno a ajuns în F1, deoarece mulți nu au realizat că acesta era italian. 
Jarno Trulli a intrat în contact prima dată cu motorsportul când tatăl lui l-a dus la o cursă de F1, pentru a-l vedea pe regretatul campion mondial de F1, Ayrton Senna. La vârsta de nouă ani, Jarno a început să concureze în karting. Italianul obține diferite victorii la categoriile italiene, câștigând trei titluri consecutive din 1988 până în 1990.
În 1995 se transferă în F3 Germană, concurând pentru echipa KMS, unde obține două victorii din cele douăsprezece etape ale campionatului. Termină pe locul patru în clasamentul general și obține locul doi în celebra cursă de la Macao. În 1996 își continuă dominarea în karting, adjudecându-și titlul mondial cu 206 puncte, iar acest lucru îi atrage atenția lui Flavio Briatore si a echipei Benetton.

### Formula 1

#### Primii ani
Jarno Trulli își face intrarea în F1 în 1997 cu Minardi, cu toate că inițial ar fi trebuit să concureze în Formula 3000. După 7 curse cu echipa italiană, Trulli îl înlocuiește pe Olivier Panis la Prost și reușește să impresioneze repede: termină pe locul 4 în Germania și chiar este leader-ul cursei din Austria, fiind foarte aproape de a obține un loc 2, însă abandonează ca urmare a unei defecțiuni la motor. El a rămas la Prost pentru încă două sezoane și în cele din urmă a reușit să obțină primul său podium din carieră, în 1999 la Marele Premiu al Europei, desfășurat pe circuitul de la Nurbürgring, terminând pe locul 2, în urma unei curse desfășurate pe ploaie. Cu toate acestea, performanțele mai slabe pe care le-a avut la Prost, l-au făcut să se mute la Jordan, sperând că acest transfer îi va aduce unele îmbunătățiri ale viitoarelor rezultate.

#### 2000-2001: Jordan
În anul 2000 s-a mutat la echipa irlandeză, dar aceasta deja nu mai era forța care fusese în anii '90. În cei 2 ani petrecuți la Jordan, Trulli totuși nu a înregistrat niciun podium, dar a reușit să impresioneze printr-o serie formidabilă de calificări. În această perioadă, Jarno începea să fie considerat mai degrabă un specialist al calificărilor, decât un bun pilot de cursă, sugestii pe care italianul le-a negat de fiecare dată. În anul 2000 termină sezonul pe locul 10, în spatele coechipierului Frentzen, iar sezonul 2001 îl încheie cu 12 puncte. Deoarece era de mult timp sub contract managerial cu șeful echipei Renault, Flavio Briatore, Trulli a reușit să-și asigure un contract cu echipa franceză pentru sezonul 2002.

#### 2002-2004: Renault
În anul 2002 se mută la echipa Renault, iar următorii 3 ani petrecuți aici îi aduc rezultate favorabile. Primul sezon a fost totuși unul dificil, în cele din urmă reușește să termine de două ori pe locul 4, o dată pe 5 și pe 6. La finalul sezonului, Trulli termină pe locul 8 in clasamentul general, în spatele coechipierului său, Jenson Button. Cu toate că britanicul s-a dovedit a fi mai bun decât Jarno, echipa îl păstrează pe Trulli, urmând ca acesta să concureze în 2003, alături de pilotul de teste din anul precedent, Fernando Alonso.
În sezonul 2003, monopostul Renault se dovedește a fi o mașină competitivă, Alonso reușind să câștige MP al Ungariei. Trulli s-a zbătut pentru a avea rezultate similare și în cele din urmă obține un podium în Germania, primul după plecarea de la Prost.
Anul 2004, însa, rămâne unul dintre cele mai bune sezoane pe care italianul l-a petrecut în F1. Avea să înceapă cu un loc 3 în MP al Spaniei, la Barcelona și să continue cu obținerea primei sale victorii pe circuitul din Monte Carlo din Principatul Monaco, după ce a plecat din pole-position, profitând de accidentul dintre Michael Schumacher și Juan Pablo Montoya. Acesta îi dedică atunci victoria soției sale, Barbara. În MP al Franței, însă, pierde poziția a 3-a în favoarea lui Rubens Barrichello cu doar câțiva metri înintea finișului, iar în MP al Angliei suferă, probabil, cel mai mare accident din carieră. În calificările pentru MP al Belgiei, desfășurate pe ploaie, obține încă un pole-position, dar nu reușește să termine cursa în puncte. Aceste ultime erori l-au înfuriat pe Flavio Briatore, iar dupa MP al Italiei, Trulli a fost dat afară de la echipă și înlocuit de către campionul mondial din 1997, Jacques Villeneuve. Mai târziu, Jarno și-a acuzat echipa că Alonso a fost favorizat în detrimentul său, dar adevăratele motive pentru care italianul a avut prestații atât de slabe în a doua jumătate a sezonului nu au fost niciodată cunoscute. Jarno Trulli deja semnase un contract cu Toyota pentru 2005, iar plecarea prematură de la Renault, i-a permis să concureze pentru constructorul nipon în ultimele 2 curse ale sezonului 2004, înlocuindu-l pe Ricardo Zonta. La Toyota avea să concureze pentru următorii 5 ani.

#### 2005-2009: Toyota
În 2005, cele trei podiumuri din Malaezia, Bahrain și Spania i-au demonstrat rapiditatea, iar la Indianapolis a obținut primul pole-position pentru Toyota. În cea mai mare parte a acestui sezon a reușit să se claseze în fața coechipierului său, Ralf Schumacher, dar micile erori din finalul sezonului l-au coborât pe locul 7 în clasament, la două puncte în spatele germanului.
Următorul sezon a fost și mai tulburător pentru italian. Cu toate ca a avut întotdeauna cel mai mare buget din F1, echipa niponă nu a reușit niciodată sa aibă rezultate pe măsură. La Monaco a fost aproape de a repeta succesul din 2004, dar a abandonat cu numai 5 tururi înainte de finalul cursei, atunci aflându-se pe locul 3. După 8 curse fără niciun punct, Trulli reușește să obțină un loc 6 în Canada, urmat de un loc 4 în America. După un abandon în Marele Premiu al Franței, Jarno se întoarce cu câte un loc 6 în Germania, în Italia și Japonia, terminând sezonul 2006 pe locul 12, cu 15 puncte cumulate.
Anul 2007 a fost si mai greu pentru italian decât precedentul. Toyota încă nu reușea să iasă din criză. Trulli obține două locuri 7 în Malayesia și Bahrain și un loc 6 în Marele Premiu al S.U.A.. Două săptămâni mai târziu, în MP al Franței, cursa lui Trulli se termină la câțiva metri după start în urma unui accident cu Heikki Kovalainen. Mai târziu, Jarno își recunoaște greșala. În Canada, Trulli este acuzat de a fi provocat accidentul lui Robert Kubica, în urma căruia polonezul este dus în stare de inconștiență la spital. Mai târziu în acea zi, Jarno își cere scuze public. A doua jumătate a sezonului îl vede pe italian în continuare înafara punctelor, doar în ultima cursă a sezonului, în Brazilia acesta reușește un loc 8. La sfârșitul acestui sezon chiar s-a vorbit despre o înlocuire a pilotului italian cu Heikki Kovalainen, dar zvonurile dispar repede, după ce finlandezul semnează cu McLaren Mercedes.
În sezonul 2008 lucrurile încep încet, încet să se îmbunătățească pentru Jarno Trulli și pentru Toyota. Ralf Schumacher este concediat, iar echipei i se alătură un alt german, Timo Glock. Trulli termină pe locul 4 în Malaezia, pe 6 în Bahrain și în Spania pe 8. În Marele Premiu al Canadei, Trulli este declasat de coechipierul său, germanul terminând pe 4, iar italianul pe 6 în spatele lui Felipe Massa. Marele Premiu al Franței aduce însă primul podium al lui Trulli după 3 ani. Acesta reușește un loc 3 după o luptă acerbă cu Heikki. În decursul acelei zile, Trulli clasifică acea luptă ca una dintre cele mai frumoase din ultimul timp în care el a fost protagonist. În următoarea jumătate a sezonului Jarno își continuă ascensiunea cu un loc 7 în Anglia, și în Ungaria și un loc 5 în MP al Europei disputat pe circuitul din Valencia. În acest timp, italianul este convins că în sfârșit este capabil de a aduce echipei Toyota prima sa victorie, dar acest lucru nu se întâmplă până la sfârșitul sezonului. Jarno Trulli încheie anul 2007 pe locul 9, cu 31 de puncte cumulate și cu 10 curse terminate în zona punctelor.
Anul 2009 începe sub semnul întrebării pentru mai multe echipe din F1, datorită crizei economice care lovește din plin lumea Formulei 1. Echipa Toyota anunță încă de la început că se gandește la o posibilă retragere din F1, dacă nu obține nicio victorie în acest sezon. Dar victoria mult așteptată nu-și va face niciodată prezența. Jarno Trulli, însă, le dă speranțe tuturor, terminând pe locul 3 prima cursă a sezonului, MP al Australiei, după ce în urmă cu o zi, ambele mașini Toyota fuseseră penalizate, datorită unei neregularități găsite la eleronul spate. Așadar, Trulli pleacă în cursă ultimul, de pe linia standurilor. Speranțele sunt cu atât mai mari, cu cât, Timo Glock încheie acceași cursa pe locul 4 după penalizarea lui Lewis Hamilton. Britanicul declară după MP al Australiei că Jarno Trulli l-a depășit neregulamentar, în timp ce safety-car-ul se afla pe pistă, lui Trulli retrăgândui-se astfel locul 3. În MP al Malaeziei, însă, comisarii de cursă analizează in detaliu cazul, ajungând la concluzia că inginerul lui Hamilton i-a cerut englezului să-i lase loc liber italianului, pentru ca acesta să-l poată depăși. Trulli primește înapoi locul 3, iar Glock este promovat pe locul 4. Cursa din Malaezia este afectată de ploaie, iar aceasta este parcursă numai pe jumătate. Trulli termină pe 4 în spatele coechipierului său. În China, Jarno abandonează după un acroșaj cu Robert Kubica. Surpriza cea mare vine în MP al Statului Bahrain, unde Trulli obține pole-position-ul urmat de Glock, care se califică pe 2. Speranțele pentru o victorie înfloresc din nou pentru Toyota. Însă, Jarno nu reușește decât să se consoleze cu ultima treaptă a podiumului la finalul cursei. Urmează două Grand Prix-uri dificile pentru italian și tocmai în MP al Turciei, Trulli reușește să intre din nou în puncte, terminând aici pe 4, iar în Anglia pe 5. Germania este un Grand Prix cu probleme pentru Jarno, acesta luptându-se în coada plutonului. În Ungaria își adjudecă ultimul punct pus în joc, iar MP al Europei îl termină in a doua jumătate a grilei. MP al Belgiei îi surâde din nou italianului, după ce în calificări se clasează pe locul 2 în spatele compatriotului său, Giancarlo Fisichella, însă in cursă este nevoit să abandoneze. Nici MP al Italiei și nici cel al Statului Singapore nu aduc rezultate mai bune. Pentru MP al Japoniei Trulli se califică pe locul 2 și termină cursa pe același loc, în spatele lui Sebastian Vettel, dar în fața lui Hamilton. Pentru ultimele două curse ale sezonului, Jarno concurează alături de un nou coechipier, Kamui Kobayashi, japonezul înlocuindu-l pe Timo Glock, în urma accidentării pe care acesta o suferă in calificările pentru MP al Japoniei. Trulli, însă nu reușește să termine MP al Brazilei, din cauza unui accident din primul viraj cu Adrian Sutil. Accidentul iscă controverse, italianul este înfuriat peste măsură, dar nu izbutește să-și demonstreze nevinovăția. În Abu Dhabi, ultimul GP al lui Jarno Trulli pentru Toyota se termină într-un ton sobru, italianul reușind să obțină doar 2 puncte.

## Cariera în Formula 1
| Sezon | Echipă                                               | Puncte | Loc clasament general |
| ----- | ---------------------------------------------------- | ------ | --------------------- |
| 1997  | Minardi Team / Prost Gauloises Blondes               | 3      | 15                    |
| 1998  | Gauloises Prost Peugeot                              | 1      | 16                    |
| 1999  | Gauloises Prost Peugeot                              | 7      | 11                    |
| 2000  | Benson and Hedges Jordan                             | 6      | 10                    |
| 2001  | B&H Jordan Honda                                     | 12     | 9                     |
| 2002  | Mild Seven Renault F1 Team                           | 9      | 8                     |
| 2003  | Mild Seven Renault F1 Team                           | 33     | 8                     |
| 2004  | Mild Seven Renault F1 Team / Panasonic Toyota Racing | 46     | 6                     |
| 2005  | Panasonic Toyota Racing                              | 43     | 7                     |
| 2006  | Panasonic Toyota Racing                              | 15     | 12                    |
| 2007  | Panasonic Toyota Racing                              | 8      | 13                    |
| 2008  | Panasonic Toyota Racing                              | 31     | 9                     |
| 2009  | Panasonic Toyota Racing                              | 32,5   | 8                     |
| 2010  | Lotus Racing                                         | 0      | -                     |
| 2011  | Team Lotus                                           | 0      | -                     |